# بيرسي دانيلز
بيرسي دانيلز هو سياسي أمريكي، ولد في 17 سبتمبر 1840 في ونسوكت في الولايات المتحدة، وتوفي في 14 فبراير 1916 في جيرارد في الولايات المتحدة. نشط حزبياً في حزب الشعب. وقد انتخب نائب حاكم كانساس ‏.